# مزايا المحاربين القدامى المصابين باضطراب ما بعد الصدمة في الولايات المتحدة

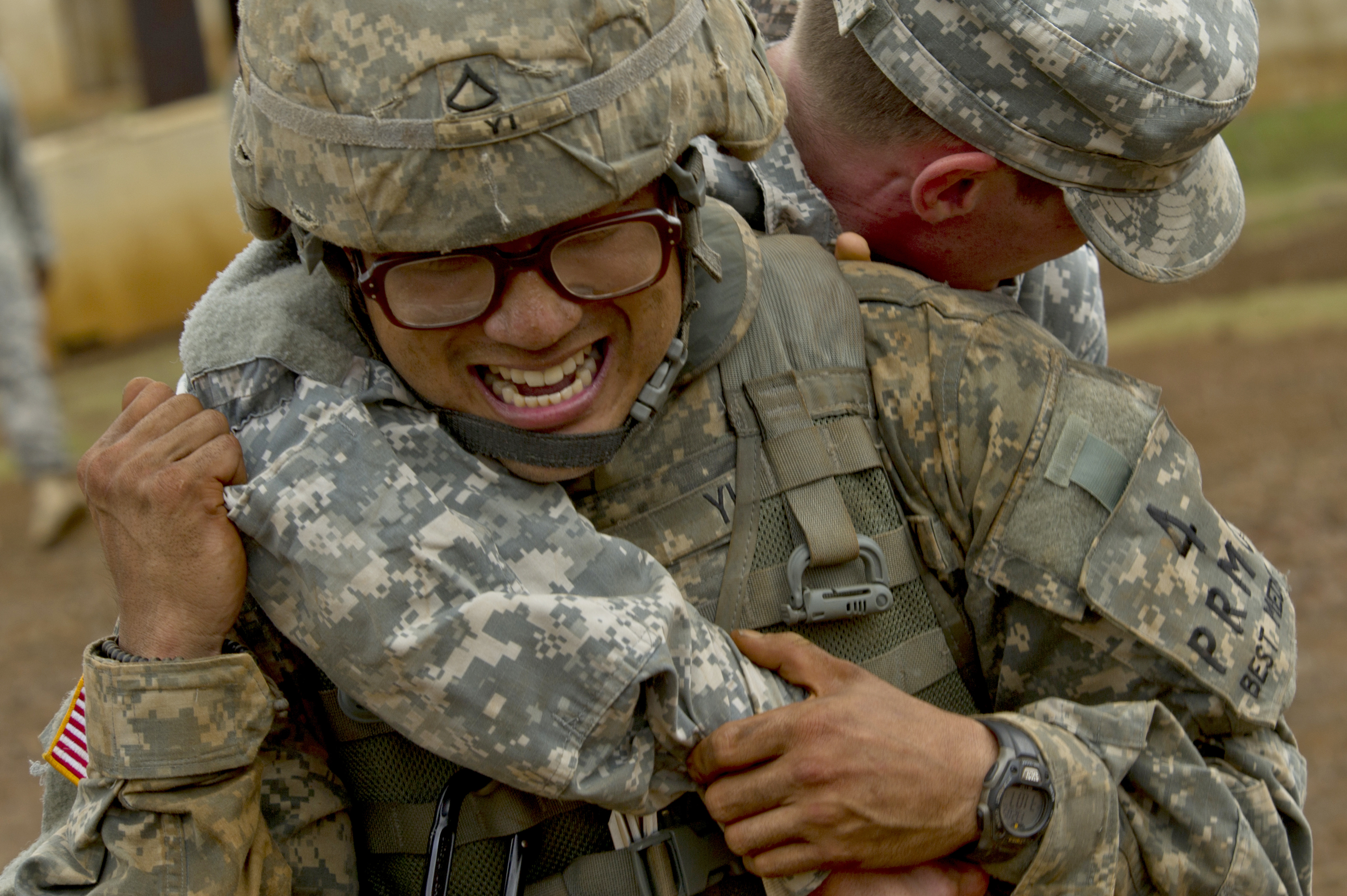
طبيب في جيش الولايات المتحدة

قد عوّضت الولايات المتحدة المحاربين القدامى عن الإصابات المرتبطة بالخدمة العسكرية منذ حرب الاستقلال، مع أن النموذج الحالي للتعويض تم تأسيسه قرب نهاية الحرب العالمية الأولى.
بدأت وزارة شؤون المحاربين القدامى بتقديم مزايا الإعاقة بسبب اضطراب ما بعد الصدمة النفسية في ثمانينيات القرن العشرين بعد أن أصبح هذا التشخيص جزءًا من التصنيف النفسي الرسمي.
اضطراب ما بعد الصدمة النفسية هو اضطراب نفسي خطير قد يُضعف الشخص بشكل كبير، ويمكن أن يتطوّر بعد التعرض لحدث أو أكثر من الأحداث المرعبة أو المروعة. يتميز هذا الاضطراب بـ:
(1) إعادة عيش الصدمة أو الصدمات على شكل ذكريات مقتحمة وحيوية، أو نوبات استرجاع انفصالية، أو كوابيس.
(2) تجنب الأفكار والذكريات المرتبطة بالصدمة.
(3) الشعور المستمر بالتهديد والذي يظهر مثلاً في شكل يقظة مفرطة وردود فعل فزع شديدة.
تشير بعض الأبحاث إلى أن مزايا الإعاقة التي تقدمها وزارة شؤون المحاربين القدامى تحقق هدفها في مساعدة المحاربين الذين يعانون من اضطراب ما بعد الصدمة النفسية.
تقوم إدارة مزايا المحاربين القدامى، وهي إحدى مكونات وزارة شؤون المحاربين، بمعالجة مطالبات الإعاقة وتدير جميع جوانب برنامج الإعاقة في الوزارة. ومنذ عام 1988 أصبحت قرارات مطالبات الإعاقة في الوزارة خاضعة للمراجعة من قبل المحكمة الفدرالية.
تمثل تصنيفات الإعاقة من الناحية النظرية "متوسط ضعف القدرة على الكسب" لدى المحارب، وذلك على مقياس من 0 إلى 100. غالبًا ما يحصل المحاربون الذين يتقدمون بطلبات لإثبات الإعاقة بسبب اضطراب ما بعد الصدمة النفسية على فحص تعويض ومعاش تقاعدي (فحص C&P) يجريه أطباء نفسيون أو علماء نفس يعملون لدى الوزارة أو متعاقدون معها.
وقد أعرب علماء الاجتماع وغيرهم عن قلقهم بشأن اتساق ودقة نتائج فحوص C&P الخاصة باضطراب ما بعد الصدمة، رغم أن وزارة شؤون المحاربين القدامى ترفض عمومًا مثل هذه المخاوف وتعتبرها لا أساس لها أو مبالغًا فيها.
وقد سعى راسل فوت، مدير مكتب الإدارة والموازنة، إلى تقليص وإلغاء مزايا الإعاقة التي تقدمها الوزارة من خلال تقديم اختبار دخل استراتيجي وتضييق معايير الأهلية، وذلك عندما كان رئيسًا لمركز تجديد أمريكا.
تشمل الجهود الأخيرة لتغيير مزايا الإعاقة لدى وزارة شؤون المحاربين القدامى المرتبطة باضطراب ما بعد الصدمة النفسية: الدعوة إلى تركيز أكبر على إعادة التأهيل المهني والعلاج بدلًا من المدفوعات النقدية؛ ومراجعة الصيغة العامة لتصنيف الاضطرابات النفسية لتعكس بشكل أفضل المشكلات التي يواجهها المحاربون المصابون بهذا الاضطراب؛ وأخذ جودة حياة المحارب بعين الاعتبار عند تحديد تصنيف الإعاقة.
اضطراب ما بعد الصدمة النفسية
قد يتطوّر اضطراب ما بعد الصدمة النفسية بعد التعرّض لحدث شديد التهديد أو مرعب. يتميّز بعدد من العلامات أو الأعراض، منها: إعادة اختبار الحدث الصادم بشكل غير مرغوب فيه — مثل الذكريات المقتحمة الشديدة والمشحونة عاطفيًا، نوبات الاسترجاع الانفصالية، أو الكوابيس؛ التجنّب النشط للأفكار أو الذكريات أو المحفزات المرتبطة بالحدث؛ أعراض فرط الاستثارة مثل التأهب المستمر للخطر، الاستجابة المبالغ بها للفزع، الأرق، صعوبة في التركيز، أو التهيّج المزمن؛ فقدان الإحساس بالمتعة، الانعزال الاجتماعي، الأفكار السلبية المفرطة عن الذات أو العالم، الشعور البارز بالذنب أو الخجل، أو المزاج المكتئب أو القلق المستمر.
يُعد اضطراب ما بعد الصدمة النفسية ثالث أكثر الإعاقات التي تُعوض عنها بعد فقدان السمع وطنين الأذن.

### الضاغط الصادم
يشير ماثيو ج. فريدمان من "المركز الوطني لاضطراب ما بعد الصدمة النفسية" إلى أن هذا الاضطراب فريد من نوعه بين مشكلات الصحة النفسية بسبب الأهمية الكبيرة التي تُعطى للسبب، أي "الضاغط الصادم".
الضاغط الصادم هو حدث يفي بالمعيار "أ" من "الدليل التشخيصي والإحصائي للاضطرابات النفسية – الطبعة الخامسة" لتشخيص اضطراب ما بعد الصدمة النفسية، والذي يتطلب، جزئيًا، أن يكون الفرد "قد تعرّض للموت أو تهديد بالموت، أو لإصابة خطيرة فعلية أو مهددة، أو للعنف الجنسي الفعلي أو المهدد...".
عند تقديم مطالبة بالإعاقة بسبب اضطراب ما بعد الصدمة النفسية، يملأ المحاربون القدامى نموذجًا يصف الضواغط الصادمة التي تعرضوا لها خلال خدمتهم العسكرية.
وتوفر وزارة شؤون المحاربين القدامى نماذج منفصلة لاضطراب ما بعد الصدمة بشكل عام، ولاضطراب ما بعد الصدمة "الناتج عن اعتداء شخصي".

## التشخيص
قبل عام 2014، كان فاحصو "التعويض والمعاشات التقاعدية" في وزارة شؤون المحاربين القدامى يحددون ما إذا كان المحارب يعاني من اضطراب ما بعد الصدمة النفسية استنادًا إلى معايير التشخيص في "الدليل التشخيصي والإحصائي – الطبعة الرابعة". قامت الوزارة بتحديث معظم أنظمتها ذات الصلة في شهر آب 2014 لتعكس إصدار "الطبعة الخامسة من الدليل التشخيصي والإحصائي للاضطرابات النفسية".

## مزايا الإعاقة في وزارة شؤون المحاربين القدامى لاضطراب ما بعد الصدمة النفسية
تقدّم الولايات المتحدة مجموعة من المزايا للمحاربين القدامى الذين يعانون من اضطراب ما بعد الصدمة النفسية، والذي نشأ أثناء خدمتهم العسكرية أو تفاقم بسببها. تقوم وزارة شؤون المحاربين القدامى في الولايات المتحدة بتقديم هذه المزايا للمحاربين الذين تَبيّن للوزارة أنهم أصيبوا ب اضطراب ما بعد الصدمة النفسية أثناء الخدمة العسكرية أو نتيجة لها.
لا تقتصر هذه المزايا على المدفوعات النقدية المعفاة من الضرائب، بل يمكن أن تشمل أيضًا العلاج النفسي المجاني أو منخفض التكلفة، وخدمات الرعاية الصحية الأخرى، وخدمات التأهيل المهني، والمساعدة في التوظيف، ودعم الحياة المستقلة، وغير ذلك.

## التاريخ

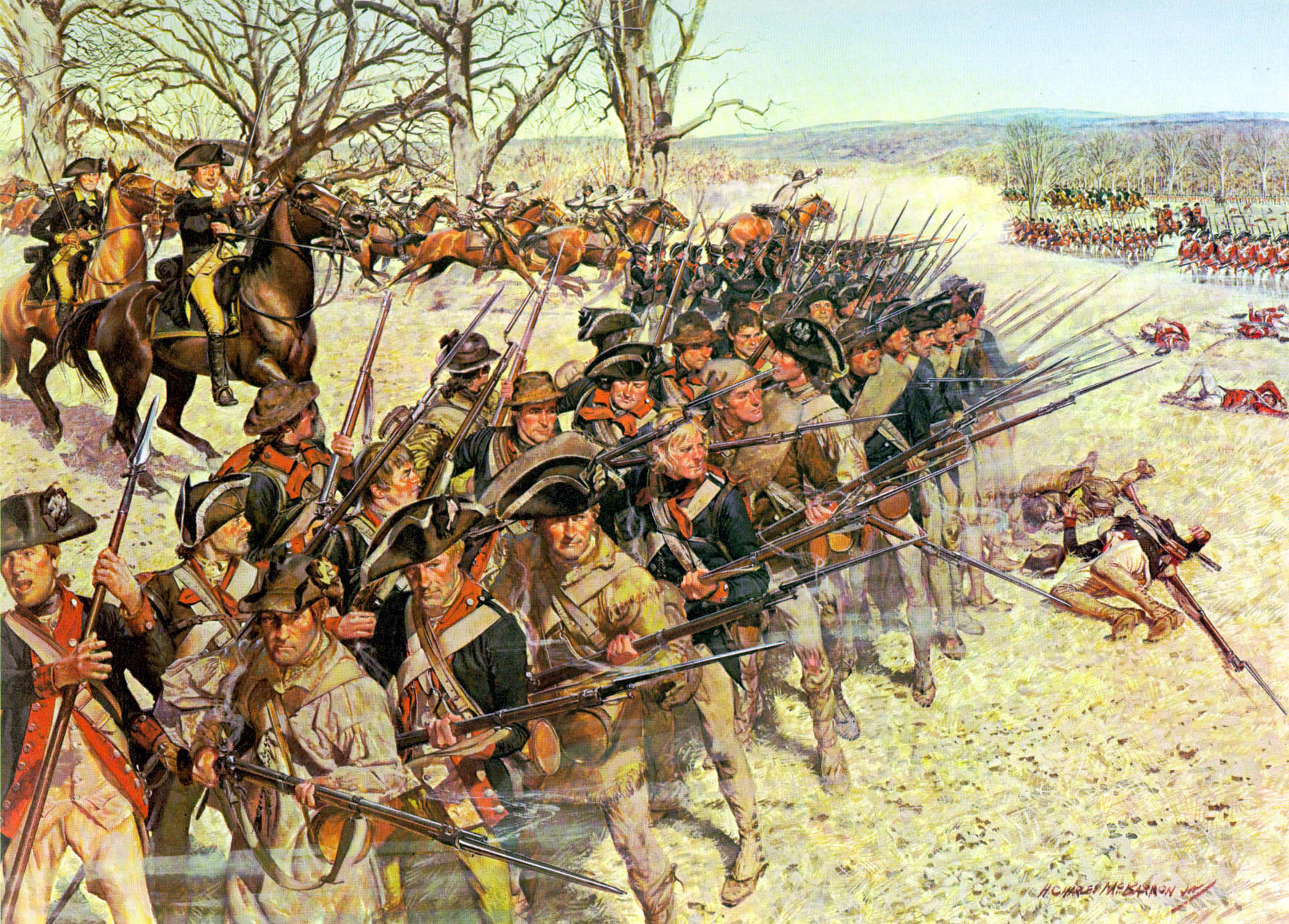
جنود الحرب الثورية

منذ تأسيس الدولة، كانت الولايات المتحدة تعوّض الرجال والنساء الذين خدموا في قواتها المسلحة وخدماتها النظامية.
قُبيل نهاية الحرب العالمية الأولى، أصدر الكونغرس الأمريكي تشريعًا أنشأ نموذج التعويض لمزايا الإعاقة للمحاربين القدامى. ومنذ ذلك العام، يتم تقديم التعويض للمحاربين القدامى الذين يعانون من إعاقات جسدية أو نفسية نشأت أثناء خدمتهم العسكرية أو تفاقمت بسببها، وكان لها تأثير سلبي على قدرتهم على العمل.
ويستند مقدار التعويض الممنوح—سواء أكان مدفوعات نقدية أو خدمات ترعاها وزارة شؤون المحاربين القدامى—إلى "متوسط ضعف القدرة على الكسب" لدى المحارب.

## الارتباط بالخدمة
يشير مصطلح "مرتبط بالخدمة" إلى أن المحارب القديم يعاني من مرض أو إصابة لها صلة بخدمته العسكرية؛ أي أن المرض أو الإصابة نشأت خلال خدمته أو تفاقمت بسببها.

## الفعالية
لقد دارت مناقشات حول ما إذا كانت مزايا الإعاقة تعوض المحاربين القدامى المصابين باضطراب ما بعد الصدمة النفسية بشكل كافٍ عن فقدان القدرة المتوسطة على الكسب. وجدت دراسة عام 2007 أن المحاربين القدامى الأكبر سنًا (الذين تبلغ أعمارهم 65 عامًا فأكثر) الذين تم تصنيفهم بنسبة إعاقة 50% أو أكثر بسبب اضطراب ما بعد الصدمة النفسية، بما في ذلك مزايا عدم القابلية للتوظيف الفردي، يتلقون تعويضات مالية (بالإضافة إلى أي دخل مكتسب ومزايا تقاعدية مثل الضمان الاجتماعي أو المعاشات التقاعدية) أكثر مما يكسبه المحاربون القدامى غير المعاقين في سوق العمل أو يتلقونه من الضمان الاجتماعي والمزايا التقاعدية الأخرى.
ومع ذلك، فإن المحاربين القدامى الأصغر سنًا (55 عامًا فأقل) يتلقون عادةً مزايا تعويض أقل (بالإضافة إلى أي دخل مكتسب) مما يكسبه نظراؤهم غير المعاقين من خلال العمل. على سبيل المثال، نسبة التكافؤ لمحارب قديم يبلغ من العمر 25 عامًا ومصنف بنسبة إعاقة 100% بسبب اضطراب ما بعد الصدمة النفسية هي 0.75، وللمحارب القديم الذي يبلغ من العمر 35 عامًا ومصنف بنفس النسبة هي 0.69. أما نسبة التكافؤ لمحارب قديم يبلغ من العمر 75 عامًا ويتلقى مزايا عدم القابلية للتوظيف فهي 6.81.
تشير الأبحاث المبنية على بيانات جُمعت في تسعينيات القرن العشرين إلى أن المحاربين القدامى الذين يتلقون مزايا الإعاقة لاضطراب ما بعد الصدمة النفسية يعانون من انخفاض في شدة أعراض الاضطراب، كما أن معدلات الفقر والتشرد لديهم أقل. وجدت دراسة عام 2017 أن المحاربين القدامى الذين "رُفضت" طلباتهم (أي الذين تقدموا بطلب للحصول على تعويضات الإعاقة ولم يحصلوا عليها) يعانون من تدهور صحي عام ملحوظ، وقيود وظيفية، وفقر، وعزلة اجتماعية مقارنة بالمحاربين الذين حصلوا على مزايا الإعاقة من وزارة شؤون المحاربين القدامى.
بالإضافة إلى فقدان الدخل، فقد جادلت لجنة برلمانية مُكلفة من قبل الكونغرس بأن برنامج مزايا الإعاقة لوزارة شؤون المحاربين القدامى يجب أن يعوض المحاربين القدامى عن الخسائر غير الاقتصادية، مثل تدهور جودة حياة المحارب القديم. قامت مكتب المحاسبة الحكومي الأمريكي بتحليل هذا التوصية وأشار إلى أنه يجب النظر فيها كواحدة من ثلاث تغييرات رئيسية لتحديث برنامج مزايا الإعاقة لوزارة شؤون المحاربين القدامى.
يجادل بعض الباحثين بأن برنامج مزايا الإعاقة لوزارة شؤون المحاربين القدامى يضر بالعلاج، لأنه لا يوفر أي حوافز لتجاوز الأعراض والمشاكل التي يسببها الاضطراب، وفي الواقع يكافئ المحاربين القدامى على بقائهم مرضى. على نحو مماثل، يقترح باحث عسكري أن سياسة مزايا الإعاقة الحالية تزرع في المحاربين القدامى نقصًا في الثقة بالنفس وتعزز الاعتماد على الآخرين. ومع ذلك، يعترض بعض الباحثين في وزارة شؤون المحاربين القدامى على هذا الادعاء.

## عملية تقديم المطالبات

### الأهلية
لكي يكون المحارب القديم مؤهلاً للحصول على مزايا وزارة شؤون المحاربين القدامى، يجب أن يكون قد تم تسريحه تحت "ظروف أخرى غير الاستنكارية".
بعبارة أخرى، إذا حصل المحارب القديم على تسريح بسبب "سوء السلوك" أو تسريح "غير مشرف"، فلن يكون مؤهلاً لمعظم الحالات للحصول على مزايا وزارة شؤون المحاربين القدامى.

## أنواع الخدمة العسكرية

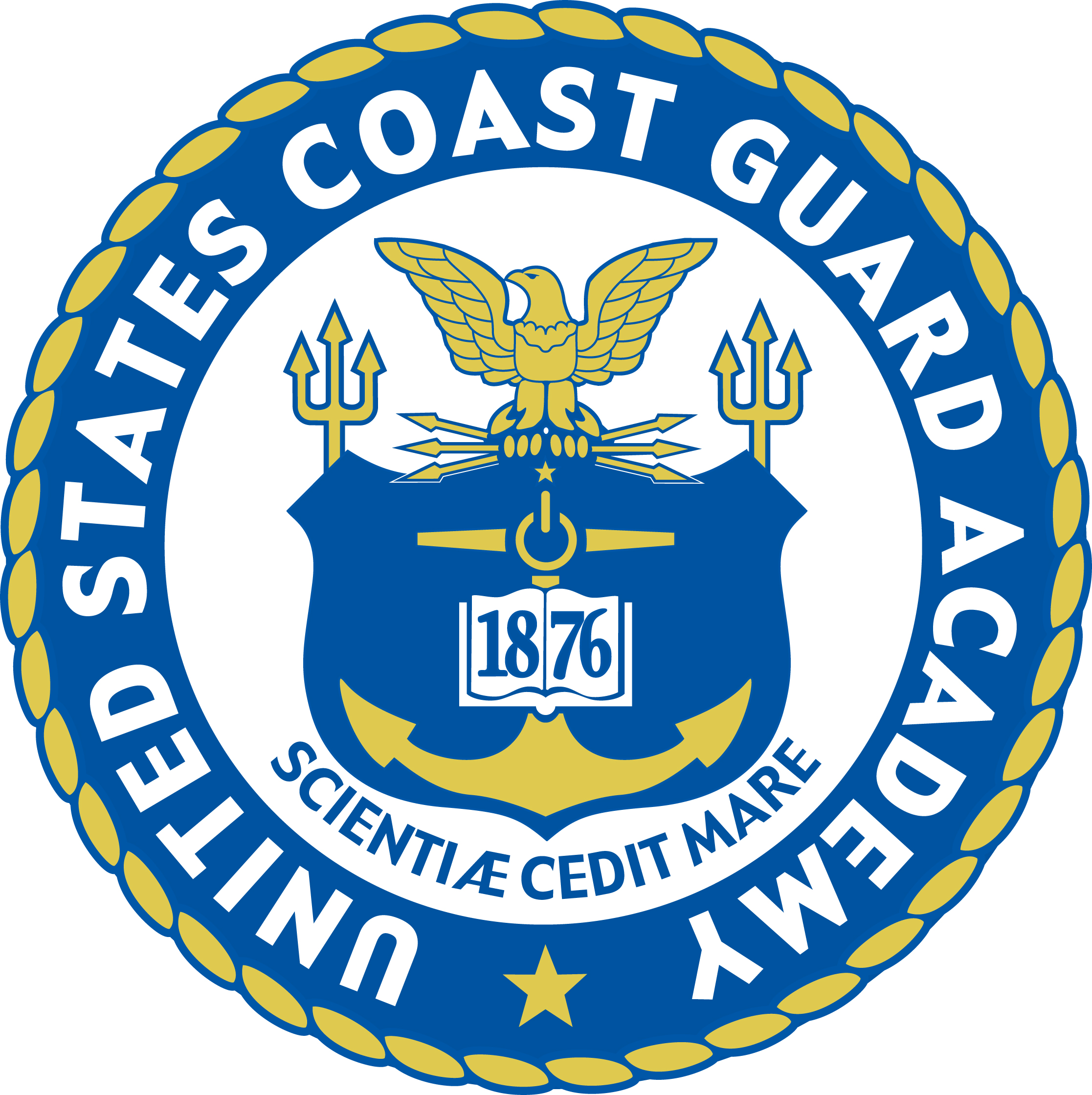
ختم أكاديمية خفر السواحل الأمريكية

تنص اللوائح الفيدرالية على ثلاث فئات من الخدمة العسكرية، وهي "الخدمة الفعلية"، و"الخدمة الفعلية من أجل التدريب"، و"التدريب غير النشط".
تتطلب الأهلية للحصول على تعويضات العجز من وزارة شؤون المحاربين القدامى أن تقع خدمة المحارب القديم ضمن إحدى هذه الفئات الثلاث.
تعريف الخدمة العسكرية "الفعلية" يشمل "الخدمة في أي وقت كطالب ضابط في الأكاديمية العسكرية للولايات المتحدة، أو أكاديمية القوات الجوية، أو خفر السواحل، أو كطالب ضابط بحري في الأكاديمية البحرية للولايات المتحدة".

## في سياق الواجب والاستثناءات
هناك استثناءات للقواعد العامة التي تنص على أن الإصابات أو الأمراض التي تحدث أثناء الخدمة العسكرية أو تزيد بسببها تكون مؤهلة للحصول على تعويضات العجز من وزارة شؤون المحاربين القدامى.
على سبيل المثال، يجب أن تلبي هذه الإصابات أو الأمراض معيار "في سياق الواجب".
"في سياق الواجب" تعني إصابة أو مرض حدث أو ازداد خلال فترة الخدمة العسكرية أو البحرية أو الجوية الفعلية، ما لم تكن هذه الإصابة أو المرض نتيجة لسلوك المحارب القديم المتعمد أو "... كانت نتيجة لإساءة استخدامه للكحول أو المخدرات".

## الأدلة
لكي يتلقى المحارب القديم تعويضات العجز عن اضطراب ما بعد الصدمة، يجب على إدارة مزايا المحاربين القدامى، وهي جزء تنظيمي من وزارة شؤون المحاربين القدامى، أن تستنتج بناءً على مراجعتها للأدلة الطبية والنفسية أن المحارب القديم يعاني بالفعل من اضطراب ما بعد الصدمة الذي تطور نتيجة للخدمة العسكرية.
عادة ما يتطلب التوصل إلى هذا التحديد أن يخضع المحارب القديم لفحص التعويض والمعاش التقاعدي، الذي يُجرى بواسطة طبيب نفسي أو اختصاصي نفسي في منشأة طبية تابعة للوزارة أو من قبل طبيب نفسي أو اختصاصي نفسي يعمل في ممارسة مستقلة ويجري تقييمات لصالح مقاول خاص متعاقد مع الوزارة.

## إجراءات تقديم طلبات المزايا
توفر وزارة شؤون المحاربين القدامى وصفًا مفصلاً لعملية تقديم طلبات المزايا على موقعها الإلكتروني.
بإيجاز، يقوم ممثل خدمات المحاربين القدامى، وهو موظف في إدارة مزايا المحاربين القدامى، بمراجعة المعلومات التي قدمها المحارب القديم لتحديد ما إذا كانت الإدارة بحاجة إلى أي أدلة إضافية (مثل السجلات الطبية) للفصل في الطلب.
تلتزم الوزارة قانونيًا بمساعدة المحاربين القدامى في الحصول على أي أدلة تدعم طلبهم.
على سبيل المثال، قد يطلب ممثل خدمات المحاربين القدامى سجلات المحارب القديم العسكرية، أو سجلات العجز من الضمان الاجتماعي، أو السجلات الطبية الخاصة.
غالبًا ما يطلب ممثل خدمات المحاربين القدامى إجراء فحص التعويض والمعاش التقاعدي، الذي يُعرف أيضًا باسم "فحص طلب الوزارة".
بعد أن تحصل إدارة مزايا المحاربين القدامى على جميع الوثائق ذات الصلة (الأدلة)، تقوم "جهة التقييم" باتخاذ قرار بشأن طلب المحارب القديم.
يعرّف دليل إجراءات الفصل M21-1 التابع لإدارة مزايا المحاربين القدامى "جهة التقييم" بأنها "... مجموعة من الموظفين المؤهلين خصيصًا المخولين باتخاذ قرارات رسمية، تسمى 'قرارات التقييم'، واتخاذ إجراءات أخرى بشأن الطلبات التي تتطلب قرار تقييم".

## الحصول على المساعدة
يمكن للمحاربين القدامى الحصول على مساعدة في تقديم طلب تعويض العجز من ضابط خدمات المحاربين القدامى.
كما توضح وزارة شؤون المحاربين القدامى، "[المحاربين القدامى] ... يمكنهم العمل مع محترف مدرب ... للحصول على المساعدة في تقديم طلب تعويض العجز".
تنشر الوزارة دليلًا سنويًا لمنظمات خدمات المحاربين المعتمدة وإدارات شؤون المحاربين في الولايات.
كما توفر الوزارة ميزة "بحث عن ضابط خدمات المحاربين" على موقع eBenefits الخاص بها.
توظف منظمات خدمات المحاربين والوكالات الحكومية ضباط خدمات المحاربين القدامى الذين يقدمون المساعدة للمحاربين بدون رسوم.
يوصي بعض المدافعين عن حقوق المحاربين بأن يتعلم المحاربون كيفية تقديم طلباتهم بأنفسهم للحفاظ على السيطرة الكاملة على العملية.

## التمثيل بعد الفصل في القضية

ختم محكمة الاستئناف الأمريكية لمطالبات المحاربين القدامى

### الصيغة العامة لتقييم الاضطرابات النفسية

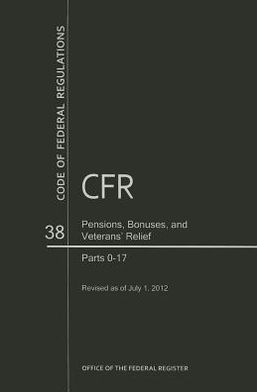
قانون اللوائح الفيدرالية، العنوان 38 - المعاشات التقاعدية والمكافآت وإعفاءات المحاربين القدامى